# MULTIPLEX
MULTIPLEX（マルチプレックス）は、2003年より東京台場地区にて行われている日本最大級のモーターイベント。
東京臨海副都心エリアでの、モータースポーツ展開の草分け的存在であり、海外からの評価も高いモーター系総合イベント。毎年開催ギリギリまで内容を発表しないスタイルが若者の期待感を煽り、動員数を伸ばし続けている。近年は協賛企業も増え、充実した展開が期待されている。